# Тимбілдинг
Тимбілдинг, або командотворення (англ. Team building — побудова команди) — термін, що часто використовується в контексті бізнесу й може бути застосованим до широкого діапазону дій для створення та підвищення ефективності роботи команди. Ідея командних методів роботи запозичена зі світу спорту та стала активно впроваджуватися в практику менеджменту в 60–70-ті роки XX століття. На сьогодні тимбілдинг є однією з перспективних моделей корпоративного менеджменту, що забезпечує повноцінний розвиток компанії, та одним з найефективніших інструментів управління персоналом. Побудова команди спрямована на створення груп рівноправних фахівців різної спеціалізації, які спільно несуть відповідальність за результати своєї діяльності й на рівних засадах здійснюють розподіл праці в команді.

## Складові процесу командотворення
1. Формування й розвиток навичок командної роботи (team skills), які є основою системи впровадження командного менеджменту. Сюди входять такі навички:
- гармонізація спільної мети з особистими цілями;
- прийняття відповідальності за результат команди;
- ситуаційне лідерство (лідерство під завдання) й гнучка зміна стилю відповідно до особливостей завдання;
- конструктивна взаємодія та самоврядування;
- прийняття єдиного командного рішення й узгодження його з членами команди.

2. Формування командного духу (в англомовній літературі — team spirit), тобто сукупності психологічних феноменів, що характеризують неформальне ставлення співробітників до колег й організації. Розвиток командного духу — це комплекс заходів, спрямованих на:
- посилення почуття згуртованості, формування стійкого відчуття «ми»;
- розвиток довіри між співробітниками, розуміння та прийняття індивідуальних особливостей одне одного;
- створення мотивації на спільну діяльність;
- створення досвіду високоефективних спільних дій;
- підвищення неформального авторитету керівників;
- розвиток лояльності учасників програми у ставленні до організації.

3. Формування команди — механічні дії з підбору, оптимізації структури команди й функціонально-рольового розподілу:
- ефективне використання сильних сторін складу команди;
- розподіл ролей в команді для оптимального досягнення результатів;
- формування нової структури внаслідок злиття, поглинення або реструктуризації підприємства;
- створення робочої обстановки під час формування проектних команд;
- налагодження горизонтальних зв'язків усередині колективу, регіональних підрозділів.

У сфері управління персоналом під цим терміном розуміють короткий (від 2 годин до 3 днів) захід щодо поліпшення роботи в команді: корпоративні програми, мотузковий курс, корпоративні свята, корпоративне волонтерство й корпоративна благодійність. Побічно під категорію заходів, які приводять до ефекту командотворення належать також святкування дня народження співробітників, дня народження компанії, Нового року. Одним з ефектів таких заходів стає загальна згуртованість колективу, що є складовою роботи з командним духом.

## Внутрішньоколективний процес
Також під командотворенням розуміють внутрішньоколективний процес, який спрямований на підвищення згуртованості колективу на основі загальних цінностей та уявлень. Ставить перед собою такі цілі:
- формування навичок успішної взаємодії членів команди в різних ситуаціях;
- підвищення рівня особистої відповідальності за результат;
- перехід зі стану конкуренції до співпраці;
- підвищення рівня довіри й турботи між членами команди;
- переведення уваги учасника із себе на команду;
- підвищення командного духу, отримання заряду позитивного настрою;
- просування команди на лідируючі позиції турніру.